# انتخابات الرئاسة الأمريكية 1848
الانتخابات الرئاسية الأمريكية 1848 هي الانتخابات الرئاسية الأمريكية التي جرت في 7 نوفمبر 1848، لانتخاب رئيس الولايات المتحدة، فاز بالانتخابات زكاري تايلور.

## المرشحين
| المرشح           | الحزب | عدد الأصوات |
| ---------------- | ----- | ----------- |
| زكاري تايلور     |       |             |
| لويس كاس         |       |             |
| مارتن فان بيورين |       |             |